# Świadomość polityczna
Świadomość polityczna jest zbiorem poglądów, ocen i emocji dotyczących polityki. Zawiera oceny i postawy wobec celów i zasad życia politycznego i instytucji je realizujących oraz ewentualne postulaty dotyczące zmiany tych zasad.
Jest częścią świadomości społecznej. Dotyczy zagadnień walki o władzę i sprawowania władzy państwowej.
Kształtowanie się świadomości politycznej jest przedmiotem badań politologii i socjologii.

## Cechy świadomości politycznej
W świadomości politycznej rozróżnia się dwie warstwy: 
- indywidualne opinie i podstawy polityczne;
- zbiorowe, zobiektywizowane wyobrażenia polityczne.

Na pierwszą z tych warstw – indywidualną świadomość polityczną – składają się poglądy (opinie) dotyczące zagadnień politycznych oraz postawy polityczne. Całokształt opinii panujących w danym okresie w społeczeństwie Jerzy Wiatr określa jako opinię polityczną. Całokształt postaw i opinii społeczeństwa wraz z przeważającymi w nim wzorami zachowania politycznego stanowi kulturę polityczną.
W drugiej warstwie podstawową częścią składową są ideologie polityczne, wskazujące drogę i wyznaczające sens działania milionom ludzi. 
Czesław Mojsiewicz za ważną część składową świadomości politycznej uważa wiedzę polityczną, która obejmuje znajomość teorii polityki, mechanizmów zjawisk i wydarzeń politycznych, decyzji politycznych, faktów politycznych z przeszłości i teraźniejszości. Wiedza polityczna nie jest czymś zakończonym – jest stale uzupełniana, rozszerzana wraz z rozwojem nauki, zmianami zachodzącymi w rzeczywistości politycznej, zdobywanym przez obywatela doświadczeniem. Jest niezbędna do świadomego uczestnictwa w wydarzeniach i współkształtowania życia politycznego.
„Człowiek wolny, jeśli ma dokonywać świadomych wyborów i świadomie ponosić odpowiedzialność za swoje decyzje i działania – musi mieć wiedzę, która pozwoli mu zacho-wywać się świadomie, odpowiedzialnie podejmować decyzje i swobodnie poruszać się w strukturach społecznych” – twierdzi Miron Kłusak. Postulat świadomego wyboru i odpowiedzialności, zyskiwanych przez wychowanie polityczne, nad którym czuwa państwo, jest wspólny dla ustrojów demokratycznych i systemów autorytarnych; z tym że kryją się za nim inne treści.

## Kształtowanie świadomości politycznej
Świadomość polityczną kształtują:
- rodzina – przekazuje określone poglądy, oceny i emocje;
- szkoła – kształtuje zarówno przez proces nauczania jak i wychowania;
- wojsko i zakład pracy – przez sam proces i organizację pracy, wpływ współpracowników i przełożonych, działające na ich terenie organizacje;
- środki masowego przekazu – jako instrumenty informacji i propagandy;
- organizacje polityczne i społeczne.

W kształtowaniu świadomości politycznej i w jej funkcjonowaniu dużą rolę odgrywają stereotypy i przesądy. Stereotypy są skrótowymi wyobrażeniami o świecie, o instytucjach, grupach i faktach – powiązanymi z silnymi uczuciami. Na podstawie stereotypów rodzą się przesądy. Jedne i drugie są bardzo rozpowszechnione w ludzkiej świadomości; są bardzo trwałe, trudno je zmienić by ukształtować świadomość polityczną sprzeczną z nimi. 
„Na pojęcie świadomości politycznej składa się wiedza oraz ustosunkowanie się społeczeństwa (w całości bądź jego określonych kręgów) do polityki…” – wskazuje Maria Borucka-Arctowa. Zawiera oceny i postawy wobec celów i zasad życia politycznego i instytucji je realizujących oraz postulaty dotyczące zmiany tych zasad. Postulaty te są sygnałem potrzeby przeobrażeń, utworzenia nowych instytucji politycznych czy nowych zasad życia politycznego. Wyrażane są przede wszystkim przez organizacje polityczne i organizacje społeczne, w postaci wniosków, dezyderatów, petycji.
Rozróżnia się pewien stan faktyczny świadomości politycznej obywateli oraz stan tej świadomości założony przez państwo czy organizacje polityczne (na przykład partie polityczne). Państwo dąży do osiągnięcia stanu świadomości politycznej założonego przez siebie przez działania nie tylko w sferze życia politycznego, ale także polityki kulturalnej, nauczania, oddziaływania za pomocą środków masowego przekazu. Państwo stara się kształtować świadomość polityczną swych obywateli, czynią to również partie polityczne. 
Na świadomość polityczną obywateli danego państwa wpływają także inne państwa; podobnie jest z wpływami wielu partii politycznych; podkreśla się również wpływ koncernów medialnych, realizujących politykę swych właścicieli. Wpływają również inni obywatele, zwłaszcza osoby poważane przez danego obywatela: członkowie rodziny, zwierzchnicy, przyjaciele i znajomi, autorytety, ulubieni pisarze i dziennikarze.  

## Modele i geneza
Można wyróżnić trzy modele świadomości politycznej:
- model normatywny – który można zrekonstruować z aktów prawnych, statutów, programów, uchwał, deklaracji;
- model realizowany – wynikający z wydanych decyzji politycznych, sposobu wykonania programów, stylu załatwiania określonych spraw i odbioru tych działań przez społeczeństwo;
- model akceptowany lub postulowany przez społeczeństwo[10].

Obywatele zwykle w niewielkim stopniu odróżniają model normatywny od modelu realizowanego; interesuje ich przede wszystkim model realizowany.
„Świadomość polityczna narodziła się w momencie powstania państwa” – stwierdza Joachim Liszka. Wraz z powstaniem państwa pojawia się - obok innych mechanizmów jednoczenia się ludzi - mechanizm integracji przez siłę polityczną. Siła polityczna czy też władza polityczna stara się formować świadomość polityczną obywateli, wykorzystując jako narzędzie aparat państwowy. Źródłem świadomości politycznej jest reakcja ogółu obywateli na istniejącą strukturę władzy i wypływające z niej działania władzy. 